# Отчёт Ачесона — Лилиенталя
Доклад о международном контроле над атомной энергией был написан комитетом под председательством Дина Ачесона и Дэвида Лилиенталя в 1946 году и широко известен как Отчёт или План Ачесона-Лилиенталя. Отчет был важным американским документом, который появился незадолго до начала ранней холодной войны. В нём предлагалось установить международный контроль над ядерным оружием и избежать ядерной войны в будущем. На его версию, известную как план Баруха, СССР наложил вето в Совете Безопасности ООН.

## Исторический контекст
Сразу после окончания Второй мировой войны в Соединённых Штатах возникли два подхода к вопросу о ядерном оружии. Одна школа, главным сторонником которой был военный министр Генри Стимсон, считала, что очевидные секреты атомной бомбы носят научный характер и не могут быть монополизированы навсегда. Они также считали, что демонстративно храня бомбу в резерве и в то же время ведя переговоры с Советским Союзом о том, чтобы он не разрабатывал её, США просто подтолкнут Россию к разработке собственного оружия для восстановления баланса сил.
В другую школу входили такие люди, как госсекретарь Джеймс Ф. Бирнс, которые считали, что монополия США на атомное оружие была честно заработана и не должна быть сдана. По их мнению, Советский Союз понимал только силу и мог быть встречен только ядерным оружием.
Президент Гарри С. Трумэн разделился между двумя позициями. Он с недоверием относился к Советскому Союзу, но все же не хотел вести мир по пути разрушения. Он продолжал запрашивать мнения обеих сторон. Стимсон ушёл в отставку в сентябре 1945 года, и после этого задача продвижения его подхода легла в первую очередь на заместителя государственного секретаря, а затем государственного секретаря Дина Ачесона.
Предложение о передаче ответственности за контроль над атомной энергией Комиссии Организации Объединённых Наций по атомной энергии было одобрено как США, так и СССР в 1945 году. У них были обсуждения, но Соединённые Штаты ещё не сформулировали политику, которую они хотели бы дать новой комиссии. Для решения проблемы Ачесон был назначен главой комитета по определению политики Соединённых Штатов в области атомной энергии и Комитета по атомной энергии, созданного 7 января 1946 года. Сопроводительное письмо в начале Отчёта содержит комментарии, сделанные Комитетом господина Ачесона по единогласным выводам и рекомендациям Совета консультантов.
Другими членами комитета были учёные Джеймс Конант и Вэнивар Буш, директор Управления научных исследований и разработок, которое контролировало Манхэттенский проект, а также Джон Макклой и генерал Лесли Р. Гровс, который был военным офицером, отвечавшим за Манхэттенский проект. Ачесон решил, что комитету нужна техническая консультация, поэтому он назначил совет консультантов с Дэвидом Лилиенталем, уважаемым председателем Администрации долины Теннесси, в качестве председателя. Он также назначил Дж. Роберта Оппенгеймера, научного руководителя Манхэттенского проекта, который давал влиятельные советы. Вклад Оппенгеймера заключался в идее контролировать производство атомного оружия, контролируя шахты-источники урана.

## Суть отчёта
16 марта 1946 года доклад комитета был представлен Государственному департаменту, который обнародовал его 28 марта. Доклад о международном контроле над атомной энергией вскоре стал известен как Доклад Ачесона–Лилиенталя. Основная идея доклада заключалась в том, что контроль над атомной энергией с помощью инспекций и полицейских операций вряд ли увенчается успехом. Вместо этого в докладе предлагалось, чтобы весь расщепляющийся материал принадлежал международному агентству, которое будет называться Управление по развитию атомной энергетики, которое выделило бы небольшие суммы отдельным странам для развития мирного использования атомной энергии.
В первые годы атомной эры обычно считалось, что самым большим препятствием, с которым сталкивается потенциальный разработчик атомной бомбы, является приобретение достаточного количества расщепляющегося материала. В ответ в Докладе Ачесона–Лилиенталя было предложено, чтобы весь путь от урановых и ториевых рудников до постпроизводства находился в международной собственности.
Кроме того, в докладе предлагалось, чтобы Соединённые Штаты отказались от своей монополии на атомное оружие, раскрыв Советскому Союзу то, что им было известно, в обмен на взаимное соглашение против разработки дополнительных атомных бомб. Это должно было оказаться слишком противоречивым. Хотя Трумэн в целом согласился с докладом, его назначение финансиста Бернарда Баруха для продвижения предложения в Организации Объединённых Наций привело к требованиям наказания за нарушения, и что на эти наказания не может быть наложено вето Совета Безопасности Организации Объединённых Наций, а также неограниченные инспекции на территории СССР, все ещё настаивая на том, чтобы СССР согласился не разрабатывать бомбу. Это были изменения, которые ни Ачесон, ни Лилиенталь не приняли. Это, в сочетании с продолжающимся настаиванием США на сохранении бомбы до тех пор, пока они не будут удовлетворены эффективностью международного контроля, в конечном итоге привело к отклонению плана Советским Союзом, что вызвало всеобщее удивление.

## Авторы
Консультантами, возглавлявшими проект, были Честер Барнард, Роберт Оппенгеймер, Чарльз А. Томас, Гарри А. Уинн и Дэвид Э. Лилиенталь, в то время как официальными авторами, которые работали над Манхэттенским проектом и включали некоторых ведущих учёных Соединённых Штатов, были Луис Уолтер Альварес, Роберт Ф. Бачер, Мэнсон Бенедикт, Ханс Бете, Артур Комптон, Фаррингтон Дэниелс, Роберт Оппенгеймер, Джон Р. Рухофф, Г. Т. Сиборг, Фрэнк Спеддинг, Чарльз А. Томас и Уолтер Зинн.

## Внешние ссылки
- https://fissilematerials.org/library/ach46.pdf